# RV Huxley
Le RV Huxley (RV en anglais : Research Vessel) a été le premier navire de recherche halieutique de la Marine Biological Association of the United Kingdom (MBA) exploité par le ministère de l'Agriculture, de la Pêche et de l'Alimentation-Direction des pêches entre 1921 et 1939, désormais connu sous le nom de Centre des sciences de l'environnement, des pêches et de l'aquaculture (Royaume-Uni) (Cefas).

## Historique
Huxley a été construit par la Smiths Dock Company (en) à North Shields en 1899, et acheté par George Parker Bidder III. Le navire a été loué au MBA qui l'a utilisé pour les missions de Ray Lankeste Investigatorship au MBA. Huxley était à l'origine un chalutier à vapeur nommé Khedive, mais a été renommé Huxley en l'honneur de Thomas Henry Huxley en 1902 pour aider le laboratoire de la pêche nouvellement créé à Lowestoft. Sa cale à poisson a été vidée et transformée en cabine pour les scientifiques de la mer et leurs assistants et un laboratoire a été installé sur le pont, ce qui a servi de modèle pour de nombreux navires de recherche halieutique.
Huxley a été le premier navire de recherche acquis par le MBA capable de naviguer en eaux libres. Il a donc été utilisé pour étudier le sud de la mer du Nord, la Manche et la zone située à l'ouest de Plymouth. Telle a été la première contribution de l'Angleterre au Conseil international pour l'exploration de la mer.

### Service en tant que navire de recherche sur la pêche
Les missions halieutiques ont commencé en septembre 1902, analysant systématiquement les zones de chalutage de la mer du Nord à différentes saisons de l'année, ainsi qu'à étudier la croissance et la migration de la plie  à partir d'expériences de marquage, d'examen de la nourriture des poissons et de la nature des fonds marins. Les recherches se sont poursuivies jusqu'en 1909.
La plie et d'autres poissons ont été capturés, étiquetés et relâchés et, lorsqu'ils ont été repris par les chalutiers, le lieu de la capture a été référencé. Il a également été découvert que les poissons immatures ne se reproduisaient pas sur le Dogger Bank, et il a été suggéré que le déplacement des poissons immatures des zones côtières vers la rive entraînerait une augmentation des captures pour les navires de pêche anglais au cours de la prochaine saison.

### Service à partir de 1910
En janvier 1910, sur ordre du Chancelier de l'Échiquier, Trésor de Sa Majesté a confié la responsabilité des enquêtes sur la pêche en mer du Nord au Conseil de l'agriculture et de la pêche (devenu ensuite le MAFF), qui a ensuite été contraint de passer un accord avec la Marine Biological Association (MBA) sur la manière dont les enquêtes scientifiques pourraient se poursuivre dans l’avenir, à l’appui du Conseil international pour l'exploration de la mer (CIEM). Le 1er avril 1910, le personnel du laboratoire des pêches de Lowestoft a été muté au 43 Parliament Street, à Londres, pour devenir fonctionnaire. L’Association a fermé le laboratoire des pêches de Lowestoft et vendu le RV Huxley à W. Crampin. En conséquence, à partir de ce moment, le personnel basé à Londres a été contraint de faire ses voyages de recherche à bord de navires de commerce affrétés comme les SY Hildegarde et SY Hiawatha.
En juin 1915, Huxley est réquisitionné par la Royal Navy avec des centaines d'autres chalutiers et armé d'un seul canon de 6 livres. Son rôle principal était de rechercher des sous-marins, similaires à un chalutier armé de l'Amirauté, mais construits selon des spécifications différentes . 
Après la guerre, Huxley a été vendu à une succession de propriétaires de bateaux de pêche à Grimsby . Il a finalement été démantelé en 1935.

## Navires du Cefas
| - SY Hildegarde et SY Hiawatha (1912–1914) - SS Joseph & Sarah Miles (1920–1922) - RV George Bligh (1921–1939) - RV Onaway (1930–1960) - RV Platessa (1946–1967) - RV Ernest Holt (1946–1971) - RV Sir Lancelot (1947–1960) | - RV Tellina (1960–1981) - RV Clione (1961–1988) - RV Corella (1967–1983) - RV Cirolana (1970–2003) - RV Corystes (1988–2003) - RV Cefas Endeavour (2003–present) |

### Note et référence
1. ↑  Réquisition par la Royal Navy des yachts et chalutiers
2. ↑  Khedive - Site Tyne Built Ships